# 天主教安特卫普教区
天主教安特衞普教區（拉丁語：Dioecesis Antverpiensis）是天主教會在比利時設置的一個教區，屬梅赫倫-布魯塞爾總教區。
教區範圍包括安特衞普省大部分地區。2011年，有1,265,000名教友，估轄區總人口82.4%，有301個堂區、626名司鐸、73名終身執事、405名修士、1387名修女。現任教區主教為若望·博尼。
教區成立於1559年5月12日，1801年根據《1801年教務專約》被撤銷。1961年12月8日恢復至今。

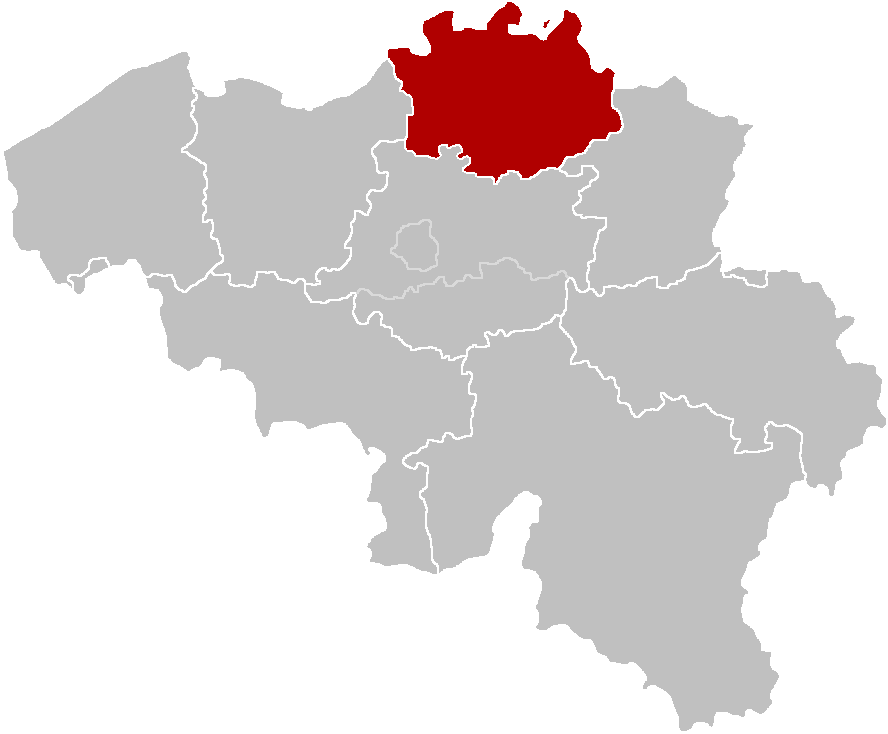
安特衞普教區管轄範圍圖